# مارتن ستيكلنبورخ
مارتن ستيكلنبورخ (بالهولندية: Maarten Stekelenburg) ، من مواليد 22 سبتمبر 1982 في هارلم في هولندا، لاعب كرة قدم هولندي.
لعب مع نادي أياكس أمستردام منذ عام 2001 حتى صيف 2011. انتقل بعدها إلى نادي روما بـ 6.3 مليون يورو. وكان أول لاعب هولندي يلعب لصالح نادي روما.
بدأ باللعب مع منتخب هولندا لكرة القدم في عام 2004 حتى أعلن اعتزاله اللعب دوليًا عام 2021.

## روابط خارجية
- مارتن ستيكلنبيرغ على موقع الاتحاد الدولي (مؤرشف)  (الإنجليزية)
- مارتن ستيكلنبيرغ على موقع الاتحاد الأوربي (الإنجليزية)
- مارتن ستيكلنبيرغ على موقع الاتحاد الأوربي (الإنجليزية)
- مارتن ستيكلنبيرغ على موقع قاعدة بيانات كرة القدم.إي يو (الإنجليزية)
- مارتن ستيكلنبيرغ على موقع ليكيب (الفرنسية)
- مارتن ستيكلنبيرغ على موقع ناشيونال فوتبول تيمز (الإنجليزية)
- مارتن ستيكلنبيرغ على موقع Soccerbase.com (لاعب) (الإنجليزية)
- مارتن ستيكلنبيرغ على موقع Soccerway.com (الإنجليزية)
- مارتن ستيكلنبيرغ على موقع عالم كرة القدم.نت (الإنجليزية)